# اتحاد الائتمان الفيدرالي للأمم المتحدة

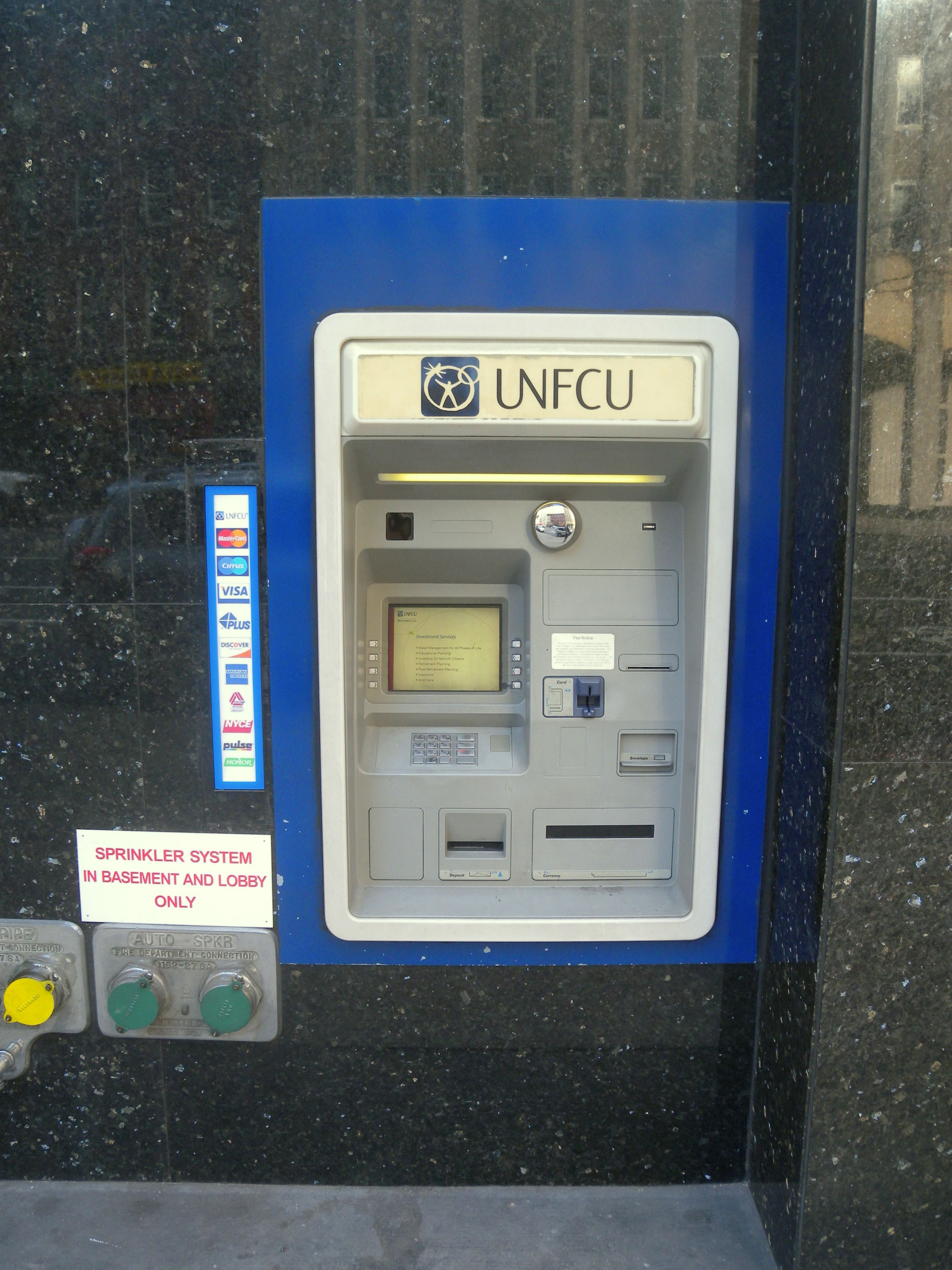
أجهزة الصراف الآلي لاتحاد الأمم المتحدة الائتماني

الاتحاد الائتماني الفيدرالي للأمم المتحدة هو اتحاد ائتماني أمريكي يقع مقره الرئيسي في لونغ آيلاند سيتي بولاية نيويورك. تأسس في عام 1947 من قبل موظفي الأمم المتحدة. 
في أكتوبر 2010، بدأ الاتحاد في إصدار بطاقات الرقائق ورقم التعريف الشخصي لعملائه، وهو أول مؤسسة في الولايات المتحدة تقوم بذلك.  عضوية الاتحاد مفتوحة للموظفين والمستشارين والمتقاعدين من الأمم المتحدة والوكالات التابعة لها، بما في ذلك مجموعة البنك الدولي وصندوق النقد الدولي، وكذلك أفراد أسرهم. كما أنها مفتوحة لمتطوعي الأمم المتحدة والمنتسبين إلى مدرسة الأمم المتحدة الدولية. 